# Contea di Bradford (Florida)
La contea di Bradford, in inglese Bradford County, è una contea dello Stato della Florida, negli Stati Uniti. Il suo capoluogo amministrativo è Starke. La contea è principalmente nota per la presenza della Prigione di Stato della Florida.

## Geografia fisica
La contea si trova nella parte nord-orientale dello Stato. La contea ospita diversi laghi di rilievo. Il lago Santa Fe è il più grande e confina a sud con la contea di Alachua. Tre laghi, Sampson, Rowell e Crosby, si trovano a pochi chilometri a ovest di Starke. Due di essi, Sampson e Rowell, sono collegati da un canale navigabile da piccole imbarcazioni. Tutti e tre i laghi sono eccellenti per la pesca.

### Contee confinanti
- Contea di Baker - nord
- Contea di Clay - est
- Contea di Putnam - sud-est
- Contea di Alachua - sud
- Contea di Union - ovest

## Storia
La contea di New River fu creata nel 1858 da porzioni delle contee di Columbia e Alachua e in seguito fu rinominata proprio Contea di Bradford dal nome del capitano Richard Bradford che combatté nella Guerra di secessione americana e fu ucciso nella battaglia dell'isola di Santa Rosa.

## Comuni
- Brooker - town
- Hampton - city
- Lawtey - city
- Starke (capoluogo) - city

## Politica
| Anno | Repubblicani | Democratici | Altri |
| ---- | ------------ | ----------- | ----- |
| 1988 | 63.6%        | 36.0%       | 0.4%  |
| 1992 | 44.0%        | 36.5%       | 20.2% |
| 1996 | 49.0%        | 40.7%       | 10.3% |
| 2000 | 62.4%        | 35.4%       | 2.2%  |
| 2004 | 69.6%        | 29.9%       | 0.5%  |